# Vlasinje (Jajce)
Pour les articles homonymes, voir Vlasinje.
Vlasinje (en cyrillique : Власиње) est un village de Bosnie-Herzégovine. Il est situé dans la municipalité de Jajce, dans le canton de Bosnie centrale et dans la fédération de Bosnie-et-Herzégovine. Selon les premiers résultats du recensement bosnien de 2013, il compte 1 031 habitants.
Avant la guerre de Bosnie-Herzégovine, le village faisait entièrement partie de la municipalité de Mrkonjić Grad ; après la guerre, une portion de son territoire a été rattachée à la municipalité de Jajce intégrée à la fédération de Bosnie-et-Herzégovine.

## Démographie

### Évolution historique de la population
| 1948 | 1953 | 1961 | 1971 | 1981 | 1991  | 2013  |
| ---- | ---- | ---- | ---- | ---- | ----- | ----- |
| -    | -    | 630  | 780  | 988  | 1 133 | 1 031 |

|  |